# ضيعمان (المحفد)

تعديل مصدري - تعديل

ضيعمان هي إحدى قرى عزلة المحفد بمديرية المحفد التابعة لمحافظة أبين، بلغ تعداد سكانها 20 نسمة حسب تعداد اليمن لعام 2004.